# Bas Banning en de zwarte ruiter
Bas Banning en de zwarte ruiter is het in 1957 gepubliceerde eerste deel uit de Bas Banning-serie, een reeks jeugdboeken van A. van Aardenburg (pseudoniem van Herman Pijfers). Het avontuur gaat over de ontvoering van Ria Dekkers, de dochter van een ingenieur die een formule heeft uitgevonden om diamant te fabriceren. Als aankomend journalist loopt Bas mee met een patrouillewagen van de politie en draagt zo bij aan haar vrijlating.

## Vormgeving
Net als de andere delen in de reeks verscheen het boek met een gekleurd omslagontwerp en vijf zwart-witillustraties van J. Giling. De illustraties zijn te vinden op bladzijde 2, 41, 65, 99 en 145. Het logo van Uitgeverij De Fontein is herkenbaar in het interieur op de kamer van persfotograaf Heiligers dat beschreven wordt op bladzijde 33: 'In een hoek stond een levensgroot beeld van een jongen met een vis. Vroeger moest het als fontein hebben dienstgedaan, nu was er een kop op aangebracht en zo was het beeld tot schemerlamp gemaakt.'

## Personages
- Bas Banning, onderwijzerszoon die naar de vijfde klas van het HBS gaat. Naast hockeyen en zwemmen werkt hij mee aan de schoolkrant.
- Mijnheer Heiligers, persfotograaf. Dik en joviaal, met Limburgse tongval. Is vrijgezel en woont op kamers.
- Bertus, zowel huiseigenaar als huisknecht bij Heiligers. Lang en mager.
- Ria Dekkers, kennis en leeftijdgenote van Bas en dochter van ingenieur Dekkers.
- Inspecteur Maasland
- Agent Bartels
- Agent De Nijs

## Inhoud
Het avontuur speelt zich af in enkele dagen van de zomervakantie, van 26 tot 29 juli. Bas heeft een goed rapport en krijgt via zijn leraar Engels de mogelijkheid om in de vakantie bij diens zwager, die persfotograaf is, aan het werk te gaan als tijdelijke hulp, een soort duvelstoejager. Heiligers heeft als opdracht een reportage maken over de radiowagens van de politie. Afgesproken wordt dat hij Bas de volgende dag om twee uur zal ophalen met de auto. De fotoreportage begint in de meldkamer, die acht patrouillewagens uitstuurt. Bas' taak is assisteren bij de belichting. Daarna, om acht uur, gaan ze mee met een van de wagens, al beweert een van de agenten dat er op woensdag weinig te beleven valt. Intussen, rond half tien, legt Ria Dekkers thuis de laatste hand aan een brief aan haar ouders, die sinds een jaar in Amerika wonen. Binnenkort zal Ria, die niet alleen maar bij oom Guus en diens huishoudster woont, zich voor vijf weken vakantie bij hen voegen. Er wordt aangebeld en twee mannen dwingen Ria in een zwarte bestelauto te stappen. Ze wordt naar een groot huis gebracht in een afgelegen omgeving en op de tweede etage in een verduisterde kamer gezet.
De eerste melding die Bas en Heiligers meemaken betreft een caféruzie. De politie neemt een wanbetaler mee en Heiligers schiet wat foto's. Tegen elf uur komt de melding over de verdwijning van Ria, een buurtgenoot van Bas. De politie houdt uitgaand verkeer aan om na te gaan of Ria erbij zit. Hiervan neemt Heiligers foto's. Tegen twaalf uur zit de patrouille erop en drinkt Bas koffie bij Heiligers thuis. Deze heeft vier filmpjes van elk twaalf opnamen volgeschoten, maar een van de filmpjes blijkt verdwenen. In plaats daarvan treffen ze in de koffer een figuurtje van zwart plastic aan dat een ruiter voorstelt. Heiligers meent dat Bas het filmpje heeft zoekgemaakt, maar die herinnert zich nog dat hij het echt in de koffer heeft gedaan.
De volgende morgen overdenkt Ria haar situatie. Met geen mogelijkheid kan ze bedenken wat de reden van haar ontvoering zou kunnen zijn en overweegt dat men de verkeerde persoon heeft ontvoerd. Bas meldt zich weer bij Heiligers en meent dat er iemand bij diens huis rondhangt. Heiligers heeft nog dezelfde nacht de drie resterende filmpjes ontwikkeld om erachter te komen welke ontbreekt. Deze opnamen zullen die middag worden overgedaan. Ria krijgt eten van een vrouw en is bang dat ze niet op tijd vrij zal zijn om naar Amerika te gaan.
Wanneer Bas en Heiligers de auto instappen om zich naar de meldkamer te begeven, meent Bas weer een verdacht persoon te zien rondhangen, een klein kereltje wiens gezicht schuilgaat achter een grote hoed. Bij terugkeer is de man weg. De nieuwe foto's worden ontwikkeld, maar nu blijken van de eerdere opnamen twee negatieven verdwenen. Op basis van de contactafdrukjes, een vel met alle twaalf afdrukken van een rolletje, zien ze dat het gaat om twee foto's die tijdens de politiecontrole werden genomen: op de ene is de voorkant van een auto te zien en op de andere komt een auto aanrijden en is op de achtergrond een telefooncel zichtbaar waarin iemand staat te bellen. Voor alle zekerheid zoeken ze op de grond naar de twee negatieven en treffen opnieuw een zwart ruitertje aan. Ze vragen huisknecht Bertus of die iemand heeft binnengelaten terwijl ze weg waren en dat blijkt het geval. Iemand van de PTT kwam om de lampen in de donkere kamer te controleren vanwege een radiostoring bij de buren. Bertus heeft hem daar alleen gelaten omdat de telefoon ging. Naar Bertus' beschrijving moet het om dezelfde persoon gaan die Bas zag rondhangen. Pas de volgende maandag zullen Bas en Heiligers weer samen op pad gaan, en zich dan naar Schiphol begeven voor een reportage over vliegtuigen. In de middagkrant leest Bas dat Ria's huishoudster werd vastgebonden en later aan het touw een zwart ruitertje heeft aangetroffen. Onmiddellijk begint Bas te vermoeden dat op de verdwenen fotonegatieven iets bijzonders te zien moet zijn en hij begeeft zich naar Heiligers, die evenwel afwezig is.
In Amerika krijgt ingenieur Dekkers op zijn werk een brief met het bericht dat zijn dochter ontvoerd is. Hij dient zich te begeven naar Tree Lane om instructies in ontvangst te nemen. Als hij per telefoon van oom Guus de bevestiging krijgt dat Ria ontvoerd is, besluit hij de instructies op te volgen. Hij belt eerst zijn echtgenote om te zeggen dat hij later thuis zal zijn maar over de ontvoering van hun dochter licht hij haar niet in. Bas gaat na het avondeten kijken bij de telefooncel die op een van de verdwenen foto's staat. In de telefoongids die ook in de cel hangt, ziet hij dat een tekening van een ruitertje een opgeschreven nummer weer onleesbaar moet maken. Ook ontdekt hij een sigarettenpeuk van het in Nederland niet verkrijgbare merk Lucky Strike. Bas ontcijfert het nummer en belt de informatiedienst om te vernemen dat het bijbehorende adres Buitenweg 7 is.
Bas fietst naar het adres en ziet dat alle gordijnen dicht zijn. Om te testen of er iemand is, belt hij aan. Er wordt niet opengedaan en Bas gaat aan de achterkant poolshoogte nemen. In Amerika intussen arriveert de vader van Ria op de Tree Lane, waar hij verneemt dat hij TX 378, de formule waarmee diamant te maken is, dient over te dragen als hij zijn dochter wil terugzien. Bas weet aan de achterkant het huis binnen te dringen en roept Ria, die inderdaad aanwezig is. Maar voordat hij haar kan bevrijden arriveren de ontvoerders en moet hij vluchten. Hij wordt achternagezeten en weet de bandieten af te schudden door naar een rangeerterrein voor treinen te rennen en daar in een stilstaande wagon te kruipen. De ontvoerders vervoeren Ria naar een ander adres. Ingenieur Dekkers ziet geen andere mogelijkheid dan de president-directeur van de firma te bellen om hem van de toestand op de hoogte te stellen en advies te vragen. Deze mister Jones zegt dat Dekkers de formule zonder aarzelen af moet geven als het niet anders kan.
De wagon met Bas erin is gaan rijden en pas de volgende dag, het is dan vrijdag 29 juli, om twee uur in de nacht houdt die weer halt. Bas rent meteen naar de politie, die Buitenweg 7 verlaten aantreft. Na de vermoeienissen van die dag en nacht slaapt Bas een gat in de dag en wordt pas tegen half vijf in de middag wakker. Met een schok beseft hij dat hij vergeten is de politie te vertellen over de verdwenen foto waarop de voorkant van een auto te zien is. Hij gaat er onmiddellijk heen, maar wordt onderweg door een auto gevolgd. Die weet hij af te schudden, waarna hij op zijn beurt een uitgestapte ontvoerder achtervolgt. Daarmee loopt hij echter in de val die deze heren voor hem hebben uitgezet: op een rustige weg wordt hij overvallen en buiten westen geslagen. Wanneer hij bijkomt, blijkt hij zich in een kolenhok te bevinden. Met een paperclip weet hij het slot daarvan te openen en eenmaal buiten komt hij erachter dat hij zich in de Flamingolaan bevindt. Het is dan rond tien uur in de avond en Bas gaat op weg naar het politiebureau, maar treft een patrouillewagen met daarin agent Bartels. Alles wordt in staat van paraatheid gebracht om de Flamingolaan binnen te vallen. Bas mag de arrestatie meemaken.
Iets na middernacht begeeft ingenieur Dekkers zich met de formule naar de gangsters. Intussen wordt Ria bij oom Guus afgeleverd, die onmiddellijk Amerika belt om het nieuws van haar bevrijding door te geven. De moeder van Ria, die nog steeds van niets wist, neemt de telefoon aan en probeert haar man op zijn kantoor te bellen. Als die niet opneemt, belt ze mister Jones, die onmiddellijk in actie komt om het afleveren van de formule te verhinderen. De Amerikaanse politie rekent op de plaats waar het rendez-vous met de gangsters zou plaatsvinden twee mannen in. Het blijkt om een beruchte bende te gaan, waar ook Heiligers' huisknecht Bertus toe behoorde. Die had echter genoeg van het bandietenleven en keerde terug naar Nederland, waar de bende hem echter opspoorde en dwong mee te werken aan de ontvoering van Ria. Daarbij had Heiligers zonder het zelf te weten de auto gefotografeerd, wat de inzittenden opmerkten en aan Bertus meldden, die vervolgens het materiaal verdonkeremaande. Om geen verdenking op zichzelf te laden zorgde hij ervoor dat een handlanger zich verdacht bij het huis ophield op het moment dat Bas arriveerde. Bertus zelf is echter spoorloos, omdat hij het huis enkele momenten voor de politie-inval verliet.
Voor de krant neemt Heiligers enkele opnamen van Ria en Bas. De firma van ingenieur Dekkers, Smithson, biedt Bas een verblijf in Amerika aan. Hij zal dan met Ria mee kunnen vliegen.      

## Structuur
Hoewel de gebeurtenissen zich zowel in Nederland als in Amerika afspelen vormen ze één samenhangend avontuur. Er zijn sprongen tussen de belevenissen van Bas Banning, de toestand van Ria en de activiteit van ingenieur Dekkers in Amerika die de gelijktijdigheid van de gebeurtenissen benadrukken.

## Publicatiegeschiedenis
Na eerst als afzonderlijk boek enkele drukken te hebben beleefd, werd het boek begin jaren zestig samen met twee andere opgenomen in de eerste Bas Banning omnibus. In de jaren zeventig werd het nog eens herdrukt en in de eenentwintigste eeuw werd het als e-book uitgebracht.
Bas Banning en de zwarte ruiter · Bas Banning en de vliegende cowboys · Bas Banning en de geheimzinnige kabelbaan · Bas Banning en de autosmokkelaars · Bas Banning en het Spaanse galjoen · Bas Banning en de Tour de France · Bas Banning en de DAF-600 · Bas Banning en de geheime raket · Bas Banning en de verdwenen Rembrandt · Bas Banning en de Rode hand · Bas Banning en de zweefmannen · Bas Banning en de schatgravers